# Prats boreals de les Illes Fèroe
Els prats boreals de les Illes Fèroe (WWF ID: PA0807) és una ecoregió que cobreix tot el territori de les illes Fèroe, a l'Atlàntic Nord. La cobertura del sòl és majoritàriament de pastures i brucs (aproximadament el 80% del territori), i la resta és de terra nua o de vegetació escassa. No hi ha boscos a l'arxipèlag.
El seu estatus és vulnerable.

## Característiques

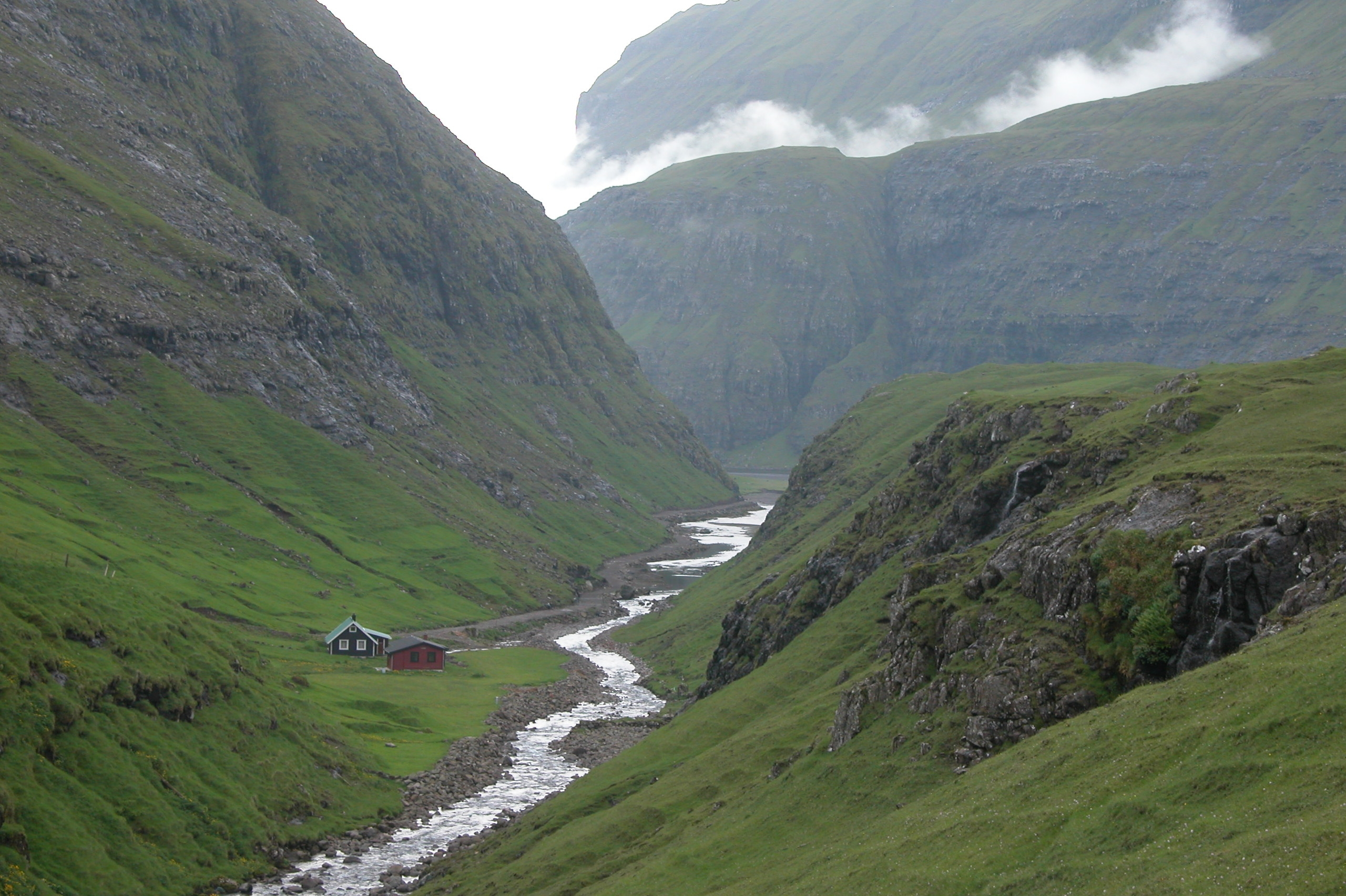
Paisatges boreals a prop de Saksun.

El territori de l'ecoregió cobreix els 1.451 quilòmetres quadrats de les 18 illes de l'arxipèlag, totes agrupades dins d'un cercle de 100 km. El terreny és rocós, amb alguns cims baixos (el punt més alt és el Slættaratindur de 882) i penya-segats a gran part de la costa.

### Clima
El clima és oceànic subpolar (classificació climàtica de Köppen). Aquest clima es caracteritza per temperatures més fresques que les dels climes oceànics més allunyats dels pols i amb hiverns més suaus que els de climes subàrtics o continentals. No hi ha mitjanes mensuals inferiors a -3 ° C (27 ° F) i, com a mínim, d’un a tres mesos és superior a 10 ° C (50 ° F).
El clima a les Illes Fèroe és relativament suau per la seva posició a 61-62 graus de latitud nord, sent escalfat pel corrent de l’Atlàntic Nord. Hi ha 210 dies de pluja o neu a l’any, i els dies són típicament ennuvolats i ventosos. La precipitació mitjana és de 1.321 mil·límetres a l'any, tot i que pot variar localment a les illes en funció de les altituds i els patrons de vent.

## Flora i fauna
La major part de la cobertura del sòl és de caràcter alpí-àrtic: flors silvestres, pastures i brugueroles (Calluna vulgaris). Al voltant del 20% del territori és roca nua amb vegetació escassa o molsa i líquens. No hi ha boscos a l’illa, tot i que restes de bedolls presents al sòl suggereixen que els arbres eren més habituals abans de l’arribada dels humans al segle IX. En els darrers anys, les Fèroe han vist la introducció d’espècies arbòries tolerants al clima procedents d'altres zones oceàniques del món, com ara la Terra del Foc i Alaska.

Les aus marines són la fauna més comuna, jutament a alguns mamífers marins. Entre els ocells més comuns hi ha els frarets (Fratercula arctica), gavots (Alca torda) i somorgollaires (Uria aalge). Tots els mamífers terrestres han estat introduïts pels humans.

Flora i fauna de l'ecoregió feroesa
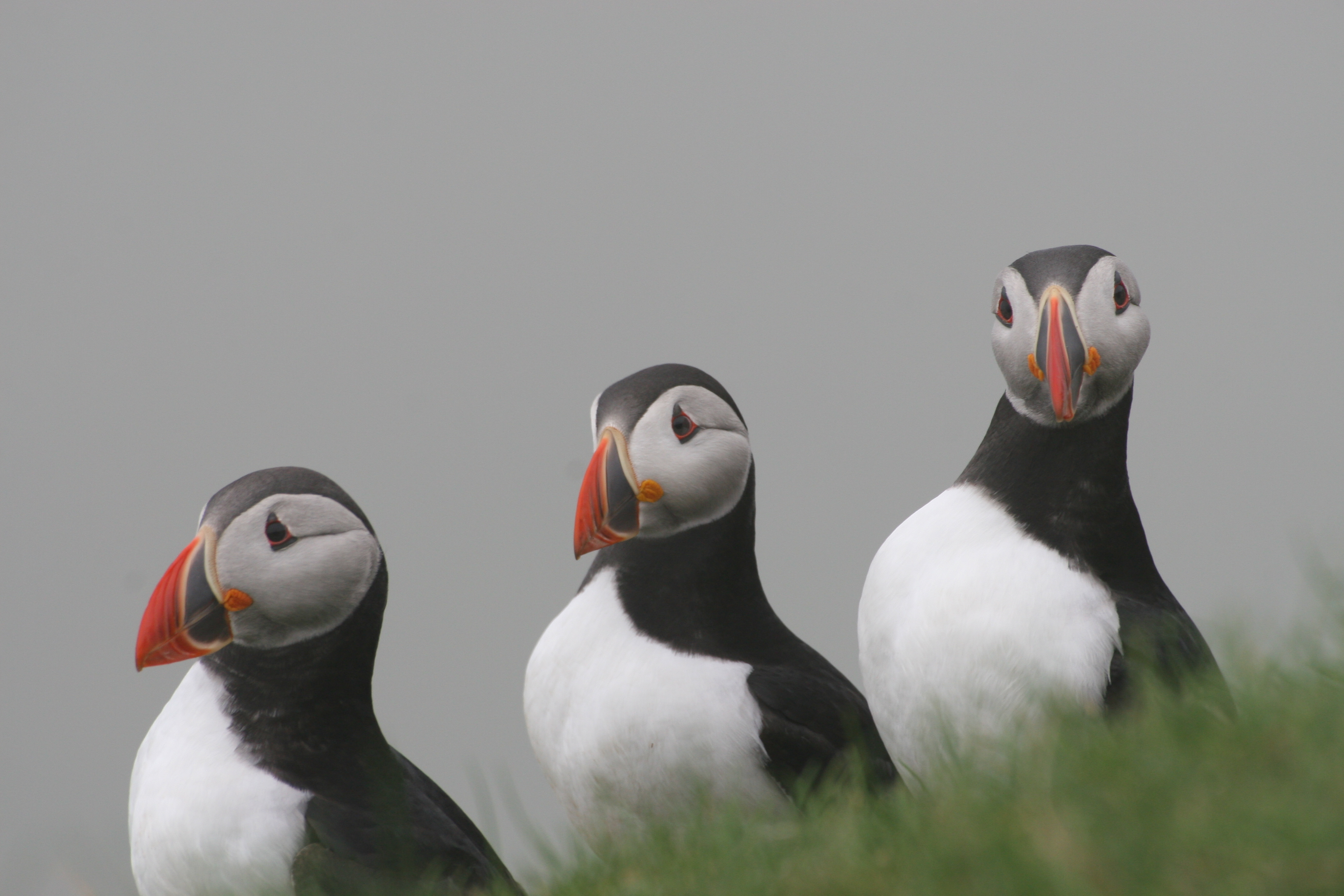
Frarets
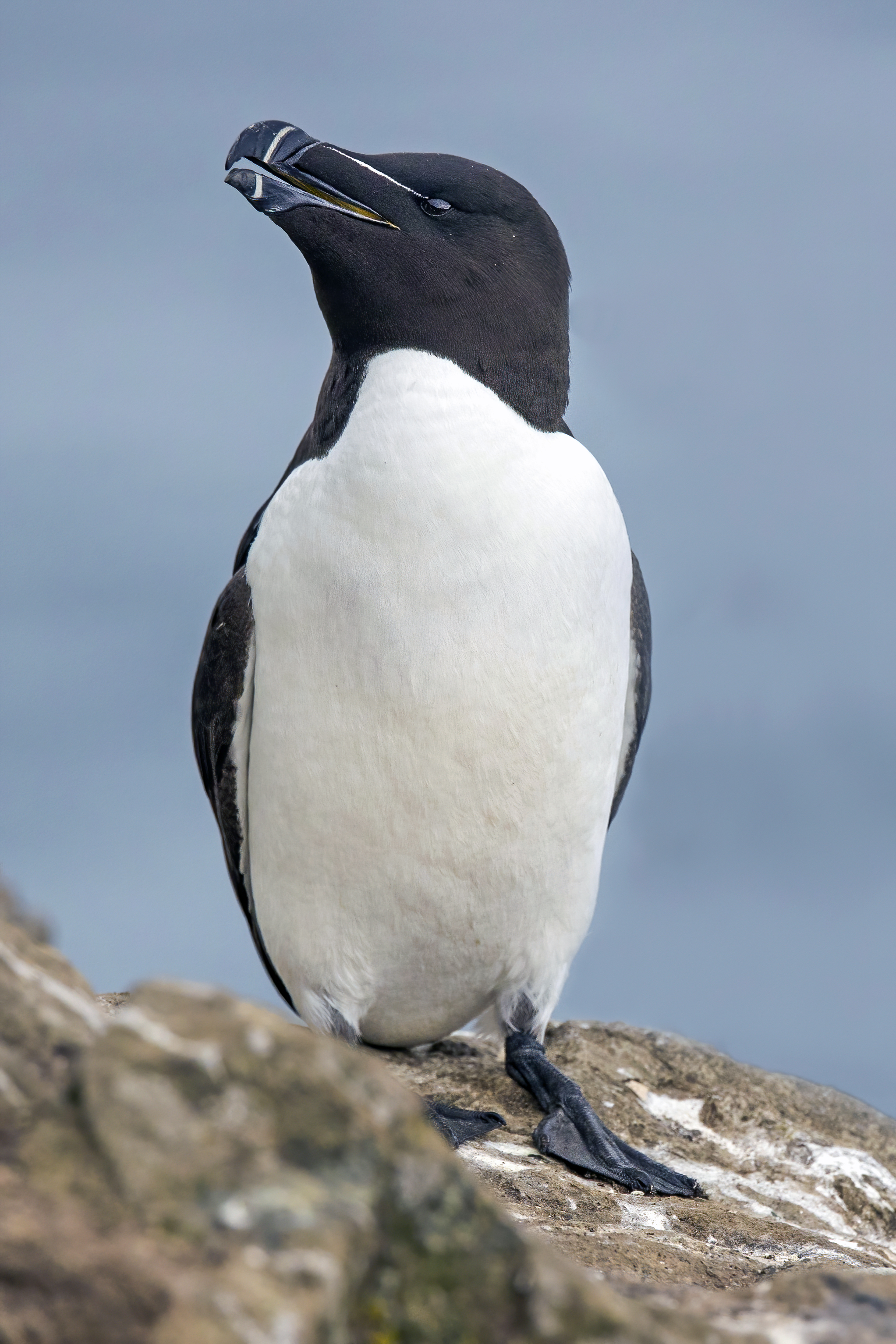
Gavot
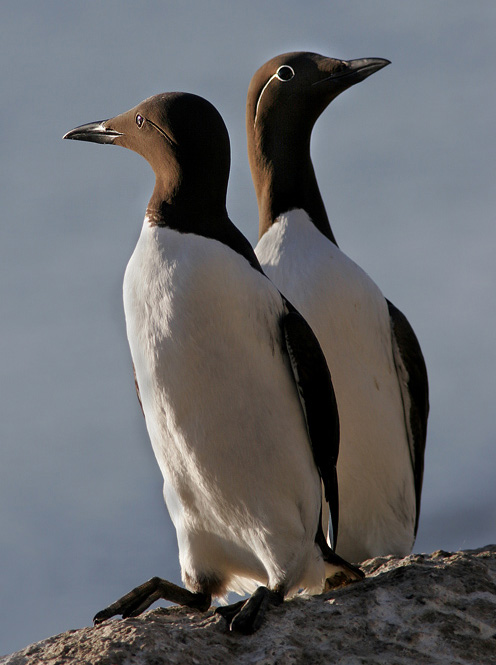
Somorgollaires
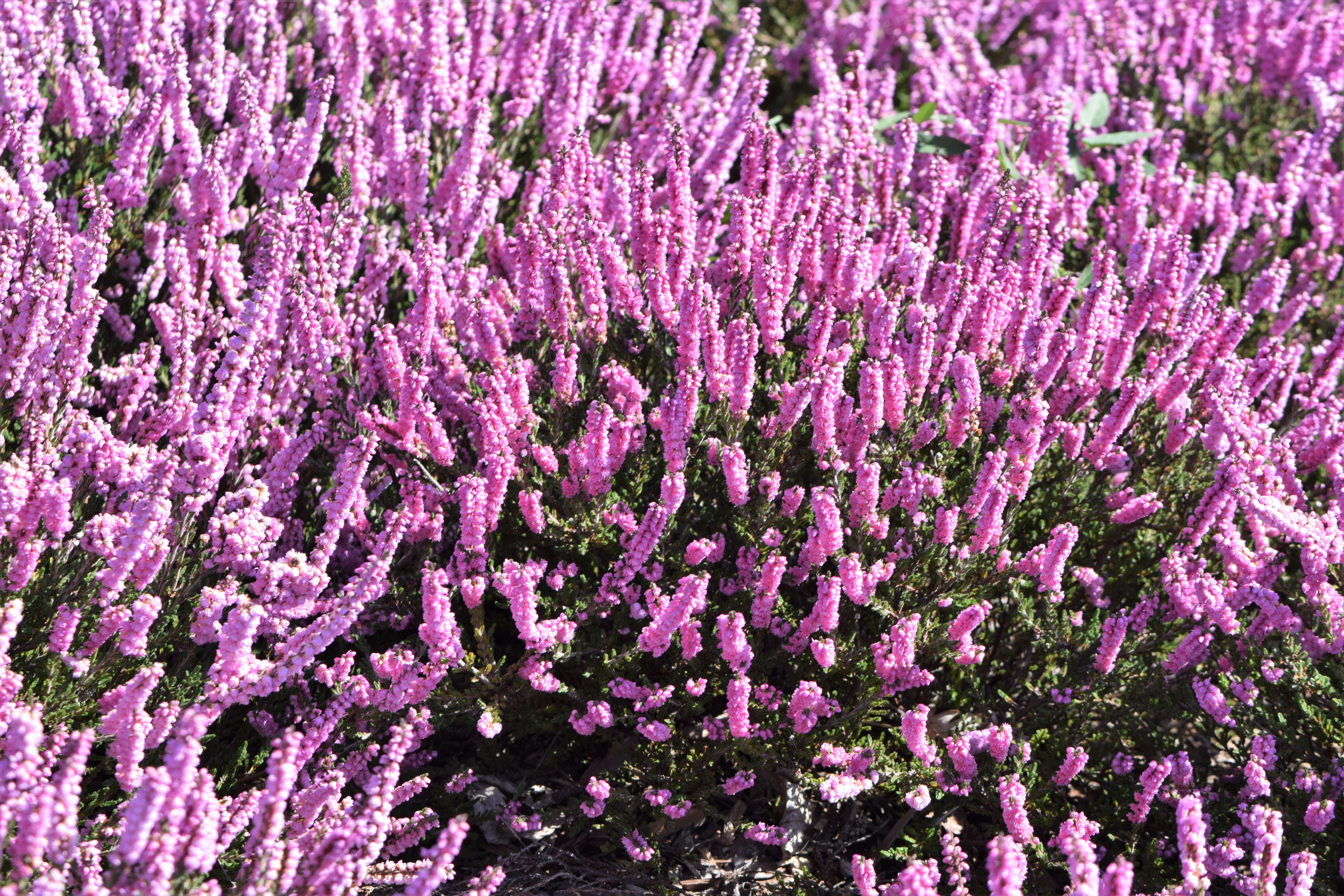
Bruguerola
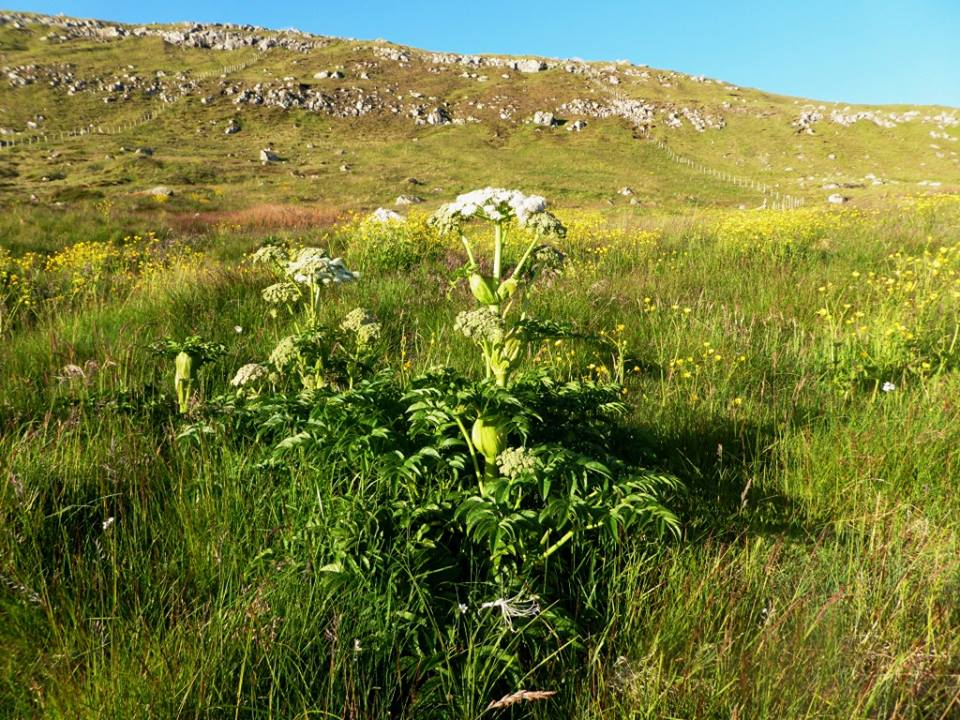
angèlica
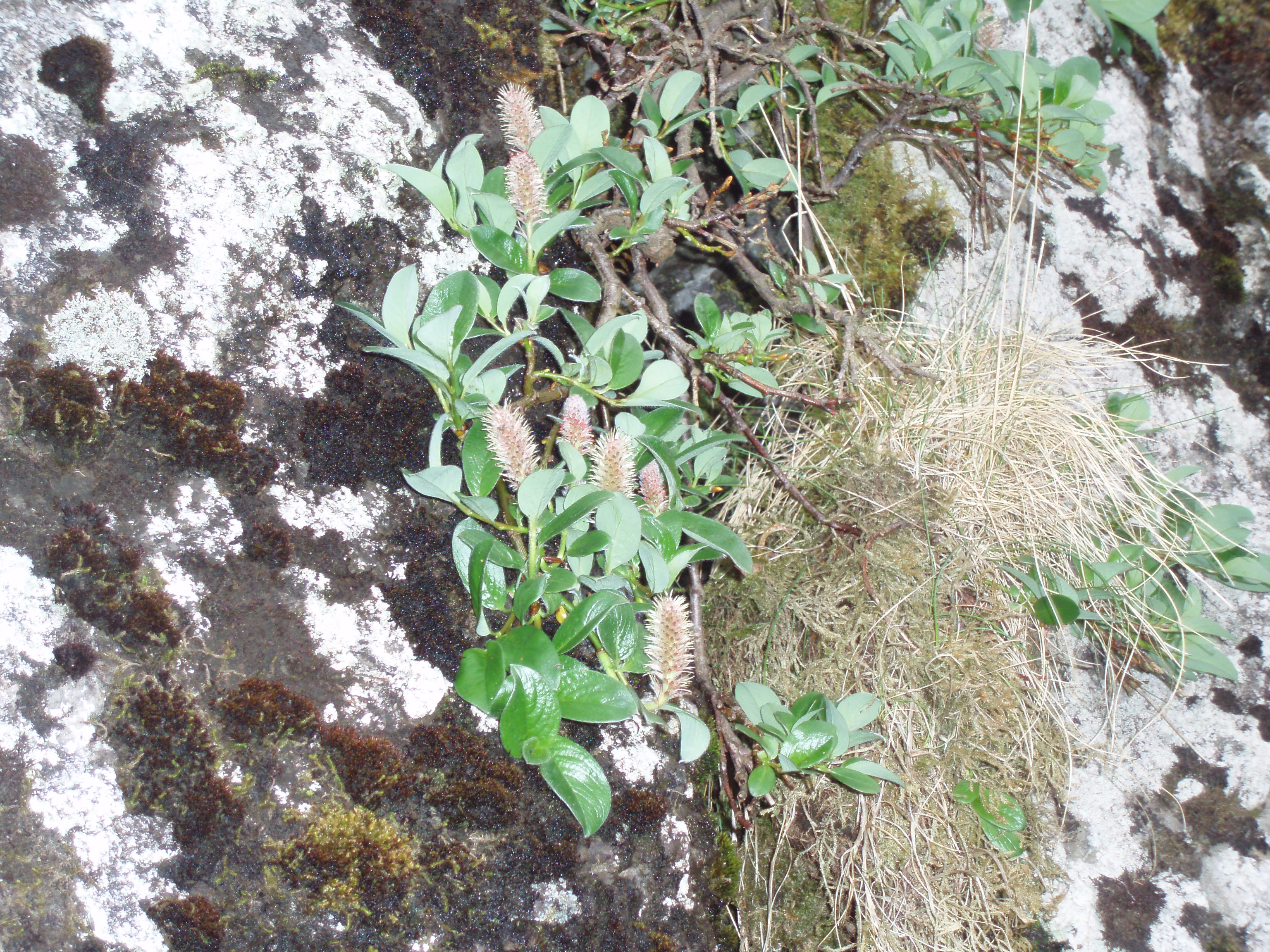
Salix arctica

## Zones protegides
No hi ha zones oficialment protegides a l'ecoregió.